# Hongdu L-15 Lie Ying
L'Hongdu L-15 Lie Ying (猎鹰) è un addestratore avanzato cinese di quarta generazione e mezza prodotto dalla Hongdu Aviation Industry Corporation. Per il progetto dell'aereo l'azienda cinese si è avvalsa della collaborazione dell'azienda aeronautica russa Yakovlev, infatti l'aeroplano cinese ha una forte somiglianza con addestratore avanzato Yakovlev Yak-130 (velivolo che presenta una filosofia progettuale simile all'Aermacchi M-346), del quale riunisce molte delle caratteristiche.

## Storia del progetto
Il progetto dell'L-15 vede la luce negli anni novanta, quando la Hongdu Aviation Industry Corporation iniziò, con la collaborazione dell'OKB Yakovlev, lo sviluppo di un nuovo addestratore avanzato in grado di addestrare i futuri piloti della Zhōngguó Rénmín Jiěfàngjūn Kōngjūn (internazionalmente in lingua inglese identificata come PLAAF) e della Zhōngguó Rénmín Jiěfàngjūn Haijun Hangkongbing (internazionalmente PLANAF), rispettivamente la componente aerea e l'aviazione navale della marina militare dell'Esercito Popolare di Liberazione, che voleranno con i vari Sukhoi Su-27, Sukhoi Su-30, Chengdu J-10 e Shenyang J-11.
Il capoprogettista dell'aereo è l'ingegnere Zhang Hong (张弘). Il prototipo ha effettuato il suo primo volo il 13 marzo 2006.
In Cina il Lie Ying è il diretto rivale del Guizhou JL-9, con il quale concorre al programma per sostituire i numerosi FT-7P, la versione da addestramento avanzato del caccia Chengdu J-7 (variante del famoso MiG-21 Fishbed costruito su licenza in Cina).
Attualmente, la Hongdu Aviation Industry Corporation sta conducendo una massiccia campagna promozionale al fine di "piazzare" il suo velivolo non solo sul mercato asiatico ma anche su quello internazionale.

## Versioni
- L-15A - addestratore avanzato con secondarie capacità di attacco al suolo leggero.[3]
- L-15B - Nuova versione dedicata all'attacco al suolo e secondarie capacità di difesa aerea e dotato di due turbofan con postbruciatore (FADEC), probabilmente l'Ivchenko-Progress AI-222-25F, che permettono al velivolo di raggiungere una velocità massima di 1200 chilometri all'ora al livello del mare.[3] L-15B si differenzia dalla versione A, dal fatto che utilizza un radar a scansione elettronica passiva (PESA) con raggio di scoperta di 75 km, e sistemi elettronici, come un sensore RWR situato in cima allo stabilizzatore verticale, ed un sensore IFF in pinne poste sul naso del velivolo.[3] Secondo la CATIC, l'L-15B è dotato di nove punti d'attacco per un carico utile di 3,5 tonnellate.[3]

## Utilizzatori
Cina
- Zhōngguó Rénmín Jiěfàngjūn Kōngjūn

2 esemplari consegnati al maggio 2018.
- Zhōngguó Rénmín Jiěfàngjūn Hǎijūn Hángkōngbīng

12 JL-10H ricevuti tra dicembre 2017 ed agosto 2018.
 Emirati Arabi Uniti
- United Arab Emirates Air Force

15 L-15 ordinati il 21 febbraio 2023. Primi due esemplari consegnati a novembre 2023.
 Zambia
- Zambia Air Force

6 L-15AFT (Attack, Fighter, Trainer) ordinati nel 2014.
 Zimbabwe
- Air Force of Zimbabwe

6 esemplari.

## Velivoli comparabili
Italia
- Alenia Aermacchi M-346 Master

 Corea del Sud
- KAI T-50 Golden Eagle

 Russia
- Yakovlev Yak-130

 Iran
- HESA Shafaq